# Блінов Віктор Миколайович
Віктор Миколайович Блінов (рос. Виктор Николаевич Блинов; 1 вересня 1945, Омськ — 9 липня 1968, Москва) — радянський хокеїст, що грав на позиції захисника. Грав за збірну команду СРСР.

## Ігрова кар'єра
Вихованець омського хокею, у 1961 році почав займатися хокеєм у місцевій команді «Спартак». Наступного року дебютував у чемпіонаті СРСР. За три сезони у складі команди він зіграв 60 матчів та забив 13 шайб. За підсумками чемпіонату 1963/64 років отримав звання майстра спорта та був запрошений до складу московського «Спартака». 
Виступав за збірну СРСР.

## Нагороди та досягнення
- Віце-чемпіон СРСР у складі «Спартак» (Москва) — 1965, 1966, 1968.
- Фіналіст Кубка СРСР у складі «Спартак» (Москва) — 1967.
- Чемпіон СРСР у складі «Спартак» (Москва) — 1967.
- Чемпіон Олімпійських ігор у складі збірної СРСР — 1968.

## Смерть
Блінов помер від серцевого нападу під час тренування 9 липня 1968. Похований на  Ваганьковському кладовищі.

## Статистика
| Сезон   | Клуб               | Ліга     | Регулярний сезон | Регулярний сезон | Регулярний сезон | Регулярний сезон | Регулярний сезон |
| Сезон   | Клуб               | Ліга     | І                | Г                | П                | О                | ШХ               |
| ------- | ------------------ | -------- | ---------------- | ---------------- | ---------------- | ---------------- | ---------------- |
| 1961/62 | «Спартак» Омськ    | Клас «А» | 10               | 1                | 0                | 1                | 0                |
| 1962/63 | «Аерофлот» Омськ   | Клас «А» | 37               | 5                | 2                | 7                | 26               |
| 1963/64 | «Аерофлот» Омськ   | Клас «Б» |                  | 7                |                  | 7                |                  |
| 1964/65 | «Спартак» (Москва) | Клас «А» | 28               | 5                | 1                | 6                | 20               |
| 1965/66 | «Спартак» (Москва) | Клас «А» | 34               | 7                | 1                | 8                | 16               |
| 1966/67 | «Спартак» (Москва) | Клас «А» | 43               | 17               | 7                | 24               | 26               |
| 1967/68 | «Спартак» (Москва) | Клас «А» | 41               | 7                | 2                | 9                | 20               |